# Meadows (Terre-Neuve-et-Labrador)
Meadows est une ville canadienne située sur l'île de Terre-Neuve dans la province de Terre-Neuve-et-Labrador.